# 開高明日香
開高 明日香（かいこう あすか、1976年7月1日 - ）は、主に、関西を中心に活動しているタレント。オフィスキイワード所属。

## 人物・略歴
- 大阪府出身。
- 身長157cmで、血液型はO型。兄弟は、妹がいる。
- 兵庫県立北摂三田高等学校卒業。
- 京都ノートルダム女子大学卒業。
- 小・中学生と、生徒会長を務めていた。
- ゆずとMr.Childrenの大ファン。
- 再従伯父は小説家の開高健。三従姉はエッセイストの開高道子。

## 主な出演番組

### テレビ
- MONOモノ倶楽部・レギュラー（読売テレビ）（ - 2022年3月31日）
- ぐるっと関西おひるまえ（NHK大阪）
- USJ情報（毎日放送）
- ぐるぐるぐるめ（シティウェーブおおさか→ベイ・コミュニケーションズ）
- 週刊カラオケざんまい（奈良テレビ）
- 好き!神戸（サンテレビ）
- おはよう朝日です（朝日放送）
- 満たして!好奇心（関西テレビ）
- 伊丹だより（ベイ・コミュニケーションズ）
- OH YEAH「ぐっjob」（近鉄ケーブルネットワーク、放送終了）